# Furna
Furna är en ort och kommun i regionen Prättigau/Davos i kantonen Graubünden, Schweiz. Kommunen har 203 invånare (2023). Den ligger i mittre delen av dallandskapet Prättigau. 